# Rašovy
Rašovy je vesnice, část obce Turkovice v okrese Pardubice. Nachází se asi 2 km na severovýchod od Turkovic. V roce 2009 zde bylo evidováno 141 adres. V roce 2001 zde trvale žilo 20 obyvatel.
Rašovy je také název katastrálního území o rozloze 1,62 km2.